# Kirchenprovinz
Eine Kirchenprovinz (lateinisch: provincia ecclesiastica) oder Metropolie ist ein Verband mehrerer benachbarter Diözesen und bildet in manchen kirchlichen Hierarchien eine Zwischenebene zwischen der Lokalkirche und der Gesamtkirche. Provinzen gibt es in der römisch-katholischen Kirche, den orthodoxen Kirchen, den Kirchen der Anglikanischen Gemeinschaft und der altkatholischen Kirche. Nur Namensgleichheit besteht mit den früheren Kirchenprovinzen der Evangelischen Kirche der altpreußischen Union.

## Metropolitanbistum und Suffraganbistum
Der Vorsteher einer Kirchenprovinz trägt den Titel Metropolit und ist selbst Diözesanbischof einer Diözese der Kirchenprovinz, der Metropolitandiözese bzw. des Metropolitanbistums. Sitz des Metropoliten und Hauptkirche der Kirchenprovinz ist die ecclesia metropolitana (‚Metropolitankirche‘). Die übrigen Diözesen der Kirchenprovinz werden Suffragandiözesen genannt, deren Bischöfe Suffraganbischöfe. Gegenüber diesen hat der Metropolit eine Leitungs- und Aufsichtsfunktion ohne Eingriffsrechte. Damit verbunden ist seine Meldepflicht an den Apostolischen Stuhl. Er wacht über die Einhaltung des Glaubens und der kirchlichen Disziplin in seinen Suffragandiözesen und ist im Falle einer Vakanz für die Einsetzung eines Diözesanadministrators zuständig. Mit Zustimmung seiner Suffraganbischöfe kann auch ein Provinzialkonzil einberufen werden.
Die Diözese des Metropoliten hat den Rang einer Erzdiözese, der Metropolit den eines Erzbischofs. Eine Erzdiözese hat jedoch keine rechtliche Sonderstellung; in den meisten Fällen geht mit diesem Rang aber der Sitz einer Metropolie einher. In seltenen Fällen kann eine Erzdiözese aber auch Suffragan einer anderen Kirchenprovinz sein. So gehört beispielsweise das Erzbistum Aix zur Kirchenprovinz Marseille und untersteht dem Erzbischof von Marseille als Metropolit; das
Erzbistum Sant’Angelo dei Lombardi-Conza-Nusco-Bisaccia untersteht dem Erzbischof von Benevent.

## Römisch-katholische Kirche
Die rechtlichen Grundlagen sind im Codex Iuris Canonici von 1983 in 431  CIC und 432  CIC gelegt:
- Can. 431: § 1. Um ein gemeinsames pastorales Vorgehen der verschiedenen Nachbardiözesen entsprechend den persönlichen und örtlichen Umständen zu fördern und um die Beziehungen der Diözesanbischöfe untereinander besser zu pflegen, sind benachbarte Teilkirchen zu Kirchenprovinzen mit genau umschriebenem Gebiet zu verbinden. § 2. Exemte Diözesen darf es künftig in der Regel nicht geben; daher müssen die einzelnen Diözesen und andere Teilkirchen, die im Gebiet einer Kirchenprovinz liegen, dieser Kirchenprovinz zugeschrieben werden. § 3. Es ist Sache ausschließlich der höchsten kirchlichen Autorität, nach Anhörung der betroffenen Bischöfe, Kirchenprovinzen zu errichten, aufzuheben oder zu verändern.
- Can. 432: § 1. In der Kirchenprovinz besitzen Leitungsvollmacht nach Maßgabe des Rechts das Provinzialkonzil und der Metropolit. § 2. Die Kirchenprovinz besitzt von Rechts wegen Rechtspersönlichkeit.

Es gibt jedoch auch Diözesen, die keiner Kirchenprovinz angehören und direkt dem Apostolischen Stuhl unterstehen. Solche Diözesen werden exemt oder immediat genannt.
Beispiele für immediate Diözesen sind:
- die Diözesen in der Schweiz,
- das Erzbistum Vaduz,
- das Erzbistum Luxemburg und
- das Erzbistum Straßburg.

In Deutschland gibt es seit 1994 sieben Kirchenprovinzen. Diese sind Bamberg, Berlin, Freiburg (auch Oberrheinische Kirchenprovinz), Hamburg (auch Norddeutsche Kirchenprovinz), Köln (auch Rheinische Kirchenprovinz), München-Freising und Paderborn (auch Mitteldeutsche Kirchenprovinz). Ehemalige Kirchenprovinzen ganz oder teilweise im Gebiet des heutigen Deutschlands sind Basel (bis 1801), Bremen (bis 1648, bis 1072 Hamburg-Bremen genannt), Gnesen (für Lebus bis 1424), Breslau (auch ostdeutsche Kirchenprovinz), Lund (1104–1536; für Roskilde in Nordvorpommern, und Schleswig), Magdeburg (bis 1648), Mainz (bis 1801), Ostdeutsche Kirchenprovinz (1930–1972), Salzburg (bis 1821) und das Bistum Trier (bis 1801).
In Österreich gibt es zwei Kirchenprovinzen, die Kirchenprovinz Salzburg mit der Erzdiözese Salzburg als Metropolitanbistum und den Suffraganbistümern Gurk, Graz-Seckau, Innsbruck und Feldkirch, sowie die Kirchenprovinz Wien mit der Erzdiözese Wien als Metropolitanbistum und den Suffraganbistümern Linz, St. Pölten und Eisenstadt.
In Italien gibt es vierzig Kirchenprovinzen. Aufgrund dieser großen Anzahl sind dort auch mehrere Kirchenprovinzen wieder zu einem Verband zusammengeschlossen, der Kirchenregion.
In Frankreich gibt es 15 Kirchenprovinzen. Die Bistümer Metz und Straßburg sind exemt.

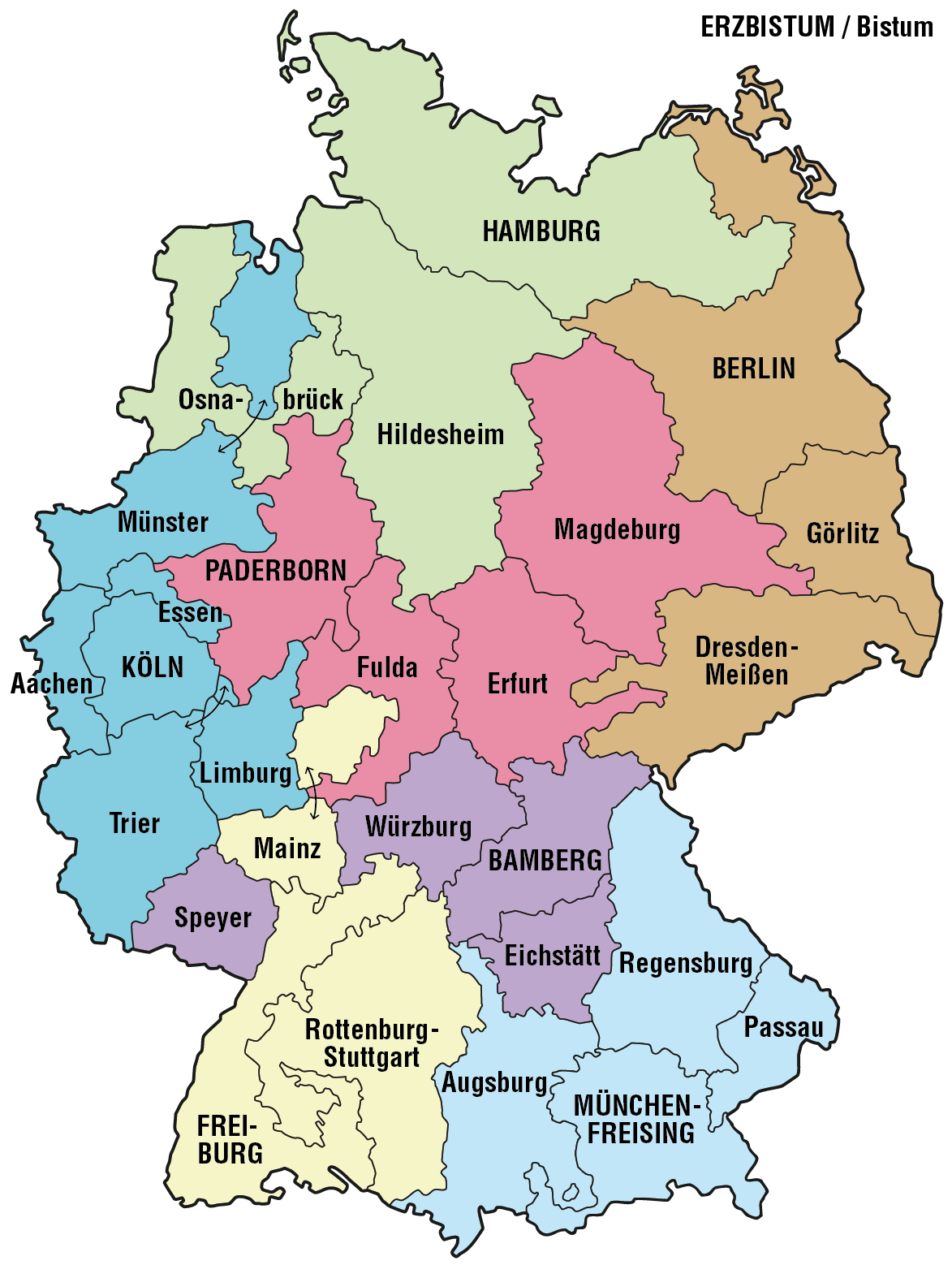
Römisch-katholische Kirchenprovinzen in Deutschland
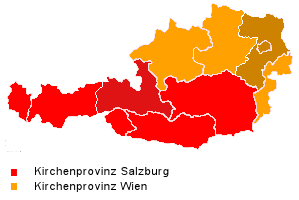
Römisch-katholische Kirchenprovinzen in Österreich
Römisch-katholische Kirchenprovinzen in Frankreich

## Anglikanische Kirche
Die Church of England ist in zwei Provinzen aufgeteilt, Canterbury und York, mit je einem Erzbischof an der Spitze. Die Anglican Church of Australia hat fünf Provinzen: New South Wales, Queensland, South Australia, Victoria und Western Australia, sowie ein extraprovinziales Bistum Tasmanien. Die Anglikanische Kirche von Kanada hat vier: British Columbia and the Yukon, Canada, Ontario und Rupert’s Land. Die Church of Ireland hat zwei: Armagh und Dublin. Die Episkopalkirche der Vereinigten Staaten von Amerika vergibt an ihre neun Provinzen Zahlen statt Namen.
Des Weiteren bezeichnet Provinz in der anglikanischen Gemeinschaft auch die einzelnen Landeskirchen, siehe Anglikanische Provinz.